# 이성식
이성식(李成植, 1949년 12월 17일~)은 대한민국의 대학교수출신 정치인이다. 부산 출생이며, 부산 북구청장을 지냈다.

## 학력
- 부산구포초등학교(1956년 3월~1962년 2월)
- 부산개성중학교(1962년 3월~1965년 2월)
- 부산공업고등전문학교(현.부경대학교)
- 동아대학교 화학공학과(공학사)
- 동아대학교 화학공학과(공학석사)
- 부산대학교 대학원(화학공학,공학박사)

## 경력
- 1980년~2006년 6월: 동아대학교 공과대학 교수
- 1987년: 메이지 대학교 객원교수
- 1995년: 오사카 대학교 객원교수
- 부산광역시 환경분쟁조정위원회 위원
- 동아대학교 공과대학 신소재 화학공학부 화학공학전공 교수
- 동아대학교 공과대학 화학공학과장
- 부산시 환경 분쟁 조정위원
- 부산시 공공기관 이전 입지 선정 위원(前)
- 부산시 공무원 혁신담당 교육
- 부산시 하수도 자문위원
- 부산 북구 민주평통 자문위원
- 늘푸른 북구21 추진협의회 부회장
- 부산 북구 생활체육협의회 자문 교수
- 2006년 7월~2010년 6월: 제14대 부산광역시 북구청장(한나라당)

## 학회활동
- 대한환경공학회 정회원
- 한국리싸이클학회 회원
- 일본수환경학회 회원
- 한국화학공학회 평위원
- 일본화학공학회 회원
- 일본흡착학회 회원
- 한국공업화학회 정회원

## 연구분야
- 음용수 처리
- 단백질의 분리정제
- 초미립자 제조
- 오존처리, 초임계 처리
- 오염물질의 제거 및 회수
- 폐기물로부터 자원의 리사이클
- 물리화학적 처리에 의한 하수처리

## 저서
- 화공열역학. 이성식 외 5명 공역. 1997. 2. 28. 淸文閣

## 역대 선거 결과
|  | 67.19% |

|  | 33.56% |

| 전임 배상도 | 제14대 부산광역시 북구청장(민선) 2006년 7월 1일~2010년 6월 30일 | 후임 황재관 |